# Bab El Khemis, Meknès
Das Bab El Khemis oder nur Bab Khemis (arabisch باب الخميس, DMG Bāb al-Ḫamīs = „Donnerstagstor“) in der ehemaligen marokkanischen Hauptstadt Meknès gehört zu den bedeutendsten Sehenswürdigkeiten der Stadt und des ganzen Landes. Zusammen mit anderen historischen Bauten in Meknès gehört es seit dem Jahr 1996 zum UNESCO-Welterbe.

## Lage
Das Bab El Khemis befindet sich in der Nähe des mittlerweile nahezu verschwundenen Judenviertels (mellah) der Stadt. Heute ist es etwa 200 m vom Busbahnhof entfernt.

## Geschichte
Das Bab El Khemis wurde um das Jahr 1700 im Auftrag des Alawiden-Sultans Moulay Ismail (reg. 1672–1727) – angeblich zum Dank für die Heilung einer seiner Töchter durch einen jüdischen Arzt – erbaut. Zu Beginn des 20. Jahrhunderts befand es sich in einem ruinösen Zustand; es wurde jedoch in den 1970er Jahren umfassend restauriert.

## Architektur und Baudekor

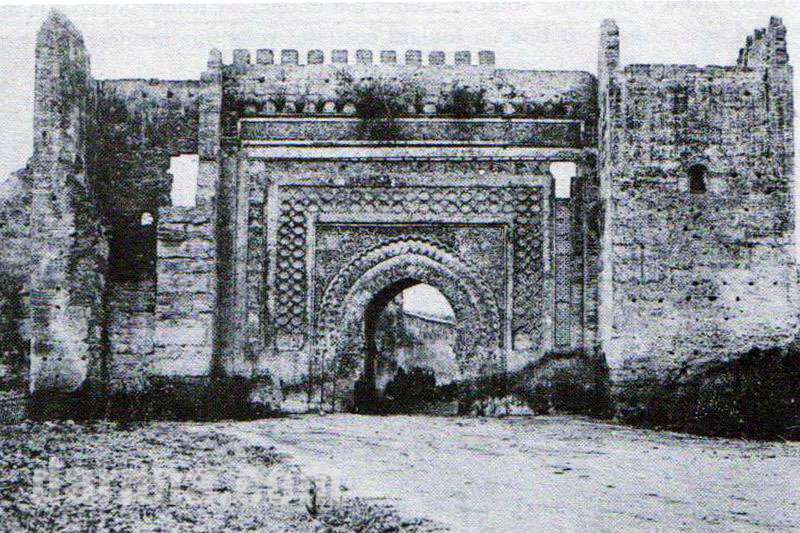
Bab El Khemis (um 1920)

Der sowohl aus Stampflehm vermischt mit kleinen Steinen (seitliche Bastionen) als auch aus Ziegelsteinen (Mittelteil) errichtete Torbau ist etwa 12 m hoch und schließt mit einem Zinnenkranz. Die Breite der nach außen gerichteten Schaufassade beträgt ungefähr 10 m; der eigentliche Torbogen ist ca. 5 m hoch und als – im Scheitel leicht angespitzter – Hufeisenbogen ausgebildet. Der von einem rechteckigen Rahmen (alfiz) eingefasste obere Teil zeigt gezackte Bögen, die jedoch in ihrer künstlerischen Qualität nicht an die gegen Ende des 12. Jahrhunderts erbauten almohadischen Vorbilder in Marrakesch (Bab Agnaou) und Rabat (Bab des Oudaïas und Bab er Rouah) heranreichen. Die seitlichen Zwickel sind mit zu einem Rankenwerk ausgekratzten blauen Keramikfliesen geschmückt. Ein breiterer Rahmen mit einem grün unterlegten potentiell unendlichem Sebka-Muster schließt sich an; ganz außen befindet sich ein weiterer Rahmen aus blauem und weißem Kachelmosaik. Der Mittelteil schließt mit einem Inschriftband, dessen Text in Übersetzung etwa wie folgt lautet: Ich halte das Tor offen für alle Völker, ob im Westen oder Osten.

## Sonstiges
In der Stadt Meknès befinden sich noch weitere Torbauten aus der Zeit Moulay Ismails; der größte und bedeutendste ist das Bab Mansour, welches den überaus repräsentativen Zugang zur ehemaligen Königsstadt (Ville Impériale) bildet. Ein weiterer ist das Bab Berdayyin in der Nähe der gleichnamigen Moschee.